# Jaan H. Ietswaart
Jaan H. Ietswaart ( 1940 ) es un botánico neerlandés, que es especialista sobre el orégano y la mejorana.

## Algunas publicaciones

### Libros
- 1964. Inventarisatie van de mariene wiervegetatie van het eiland Aruba (Inventario de vegetación marina en la isla de Aruba). 207 pp.
- 1980. A taxonomic revision of the genus Origanum (Labiatae). N.º 4 de Leiden botanical series. Ed. Leiden University Press. 153 pp. ISBN 9060214633

## Honores

### Epónimos
- Origanum vulgare ssp. vulgare 'Dr. Ietswaart'[1]
- La abreviatura «Ietsw.» se emplea para indicar a Jaan H. Ietswaart como autoridad en la descripción y clasificación científica de los vegetales.[2]